# کیث مک‌ارلین
کیث مک‌ارلین (انگلیسی: Keith McErlean؛ ‏۱۹۷۵/۱۹۷۶) بازیگر اهل ایرلند است.
از فیلم‌ها یا برنامه‌های تلویزیونی که وی در آن نقش داشته‌است، می‌توان به وایکینگ‌ها اشاره کرد.